# Brits
Brits est une ville d'Afrique du Sud, située dans la province du Nord-Ouest, à l'ouest de Pretoria et à 65 km de Johannesburg.
La population est de 53 511 habitants.

## Historique
La ville a été fondée en 1924 sur la ferme Roode Kopjes, et doit son nom à l'ancien propriétaire Johannes Nicolaas Brits.

## Industrie
Des industries y sont implantées (de 1974 à 1985 une usine Alfa Romeo y produisait des véhicules pour le marché sud-africain et asiatique), ainsi qu'une industrie minière: le secteur de Brits est un des plus importants pour la production de chrome et de platine, qui emploie entre 4 000 et 5 000 personnes.

## Élevage
Brits est le lieu de naissance de la première vache clonée en Afrique (en 2003).